# Die Sturmfluten des Frühlings
Die Sturmfluten des Frühlings ist ein Roman von Ernest Hemingway, der 1926 unter dem englischen Titel The Torrents of Spring erschien. Er wurde als Parodie auf Sherwood Andersons Dunkles Lachen (Dark Laughter) geschrieben.

## Inhalt
In den vier Teilen des Kurzromans werden „Yogi“ Johnson und „Scripps“ O’Neil vorgestellt.
- Rotes und Schwarzes Lachen

Yogi und Scripps arbeiten in einer Pumpenfabrik. Als der Chinook, ein warmer Frühlingswind, über den Schnee oben in Michigan weht, lassen die Arbeiter, zumeist Indianer, die halb fertigen Pumpen stehen und machen sich davon. Auch Scripps marschiert im Schneetreiben einsam die Eisenbahnschienen entlang in Richtung Chicago. In seiner Tasche stecken 450 Dollar, die er mit dem Verkauf einer Geschichte verdient hat. In Chicago beabsichtigt Scripps Bodenspekulationen. Unterdessen bleibt er im Schnee in der Bahnstation Petoskey stecken. Er kehrt in Browns Bohnenstube ein und verzehrt, von der nicht mehr jungen Kellnerin Diana bedient, heiße Bohnen. Seine Frau habe ihn verlassen, äußert Scripps beiläufig. Dabei hat er zwei Frauen. Diana tischt Scripps neben Bohnen die unglaubliche Geschichte ihrer Herkunft auf.
Scripps möchte in Petoskey Arbeit annehmen. Und was gibt es da? Eine Pumpenfabrik. Und wer weist dort Scripps in die Arbeit ein? Yogi Johnson!
- Der Lebenskampf

Diana hat sich Scripps geangelt und vertut nun den Tag als Mrs. Scripps daheim. Scripps selber steigt im Laufe eines Jahres in Petoskey zum geachteten Pumpenmacher auf. Dianas einzige Sorge ist, ob sie Scripps halten kann. Denn der Ehemann führt sie nach Feierabend in Browns Bohnenstube. Dort bezirzt ihn Mandy, die junge Kellnerin, mit hochgestochenen Gesprächen über Belletristik. Also abonniert Diana literarische Blätter und lernt deren Inhalt teilweise auswendig, um vor Scripps zu glänzen. Die Liebe des Ehepaars Scripps erkaltet und Diana bemerkt, als dieser verflixte Frühlingswind Chinook wieder durch Petoskey streicht, sie kann Scripps nicht mehr halten.
- Männer im Krieg und der Tod der Gesellschaft

Angetrieben vom Chinook verlässt Yogi zusammen mit den anderen Arbeitern fluchtartig die Petoskeyer Pumpenfabrik und marschiert in Richtung Michigan-See. Auf freiem Feld trifft er bei der Rast auf zwei Wald-Indianer. Im Gegensatz zu Scripps hat Yogi den Ersten Weltkrieg mitgemacht. Also richtet er einen Monolog an die schweigenden Indianer zum Thema Krieg. Einer der beiden Zuhörer schläft darüber ein. Der andere lässt Yogi ausreden und lobt darauf die gediegene Bildung des Weißen Häuptlings. Yogi ist geschmeichelt. Der Indianer merkt allerdings an, sein Begleiter und er seien ebenfalls Kriegsveteranen. Er zählt ihre Auszeichnungen auf und gibt sich als Major zu erkennen. Einem der beiden Indianer wurden bei Ypern die Unterarme und Unterschenkel kaputtgeschossen. Er trägt Prothesen mit quietschenden Scharnieren.
Dem Chinook ist die Puste ausgegangen. Deswegen gehen die drei Veteranen nach Petoskey zurück. Die Indianer nehmen Yogi in einen verborgenen Indianerclub mit. Ein Salon-Indianer in der Bar findet Yogi sympathisch und will ihn zum Clubmitglied befördern. Also fragt er ihn nach seiner Stammeszugehörigkeit. Yogi gibt seine schwedische Herkunft zu. Darauf werden alle drei hinausgeworfen. Der Kriegsversehrte verliert beim Rauswurf eine seiner Armprothesen.
- Das Verschwinden einer Großen Rasse und der Aufstieg und Ruin der Amerikaner

Scripps trennt sich von Diana, wendet sich der attraktiven Mandy zu und zweifelt, ob er lange bei ihr bleiben wird. Sämtliche Akteure sind in Browns Bohnenstube versammelt, als Hemingway ganz am symbolträchtigen Romanende noch eine neue Figur, die nackte Wald-Indianerin, mit ihrem Baby auf den Rücken, aus der frostkalten Spätwinternacht hereintreten lässt. Das Personal wirft den Überraschungsgast sogleich hinaus. Es handelt sich bei der Unerwünschten um die Squaw des Indianers mit den künstlichen Gliedmaßen. Die Nackte erhebt sich aus dem Schnee und schreitet nordwärts. Yogi folgt ihr in die Nacht und entledigt sich im Gehen seiner Kleider. Die beiden Indianer trotten hinterdrein, sammeln die Kleidungsstücke auf und kehren mit dem Bündel nach Petoskey zurück. Es erhebt sich der Chinook und tost in voller Stärke.

## Form
Grotesk wie die Fabel erscheint auch die Form. Monoton werden Sätze mehrmals direkt aufeinander folgend wiederholt. Der Autor drängt sich dem verehrten Leser mit lächerlichen Erklärungen auf.

## Ausgaben
- Ernest Hemingway: Die Sturmfluten des Frühlings. Aus dem Amerikanischen von Annemarie Horschitz-Horst. 134 Seiten. Rowohlt Hamburg 1957
- Ernest Hemingway: Die Sturmfluten des Frühlings. Aus dem Amerikanischen von Annemarie Horschitz-Horst. 139 Seiten. Insel Verlag, Leipzig 1969 ( Insel-Bücherei 902)
- Ernest Hemingway: Die Sturmfluten des Frühlings. Aus dem Amerikanischen von Annemarie Horschitz-Horst. Rowohlt Hamburg 1986, ISBN 978-3-498-02809-1